# 삼성 기어 아이콘X
삼성 기어 아이콘X(영어: Samsung Gear IconX) 또는 삼성 기어 아이콘X (2016)은 2016년 6월 2일에 발표한 삼성전자의 무선 이어폰이다. 2016년 7월 16일에 정식 발매되었다.

## 정보
| 삼성 기어 아이콘X | 삼성 기어 아이콘X              |
| ----------------- | ------------------------------ |
| 제품              | 기어 아이콘X (Bluetooth®)      |
| 이어버드 크기     | 18.9 x 26.0 (mm)               |
| 이어버드 무게     | 6.3g                           |
| 케이스 크기       | 92.0 x 35.3 (mm)               |
| 무게              | 52g                            |
| 네트워크          | Bluetooth 4.1                  |
| 센서              | 심박 센서, 가속도계, 근접 센서 |
| 이어버드 배터리   | 47 mAh 리튬 이온 배터리        |
| 케이스 배터리     | 315 mAh 리튬 이온 배터리       |
| 충전              | 무선 충전 (WPC 자기 유도 방식) |

## 같이 보기
- 삼성 갤럭시 웨어러블
- 삼성 기어 아이콘X (2018)
- 삼성 갤럭시 버즈